# François Haussaire
 François Haussaire , né le 31 janvier 1851 à Petit-Failly et mort le 5 février 1924 à Paris 14e, est un peintre et vitrailliste français qui a exercé son art à Reims.

## Biographie
François Charles Haussaire est le fils de Hubert Alphonse Haussaire (1806-1888), menuisier-ébéniste, et de Marie Françoise Génin (1810-1896).
Il fonde son entreprise avec Ernest de ses frères en 1874, 24 rue Lesage à Reims. 
En 1892, il fonde un atelier à Lille avec son frère Ernest Haussaire au 18 rue des Stations. 
En 1902, François Haussaire s’installe à Paris avec Léon Payan en reprenant les parts de J. Guyonnet. Ensemble, ils seront à l'origine de nombreux vitraux en Bretagne.
En 1905, il revient à Reims et prend la direction de l’atelier de Reims à la suite du décès de son frère Ernest.
Il se remarie le 25 juin 1918 avec Blanche Eugénie Armandoux.
Il meurt le 5 février 1924 à Paris et est enterré dans la chapelle familiale du cimetière du Nord à Reims.

## Œuvres
- Église Saint-Sauveur de Bellême : ensemble de 8 verrières hagiographiques[1].
- Église Saint-Jean-Baptiste de Martigny : ensemble de trois verrières à personnages[2].
- Église Saint-Justin de Levallois-Perret : 3 verrières (verrière historiée, verrière à personnages)[3].
- Église Saint-Martin de Nonancourt : verrière figurée (Messe de saint Martin)[4].
- Église Saint-Pierre d'Avon : ??
- Église Saint-Rémi-de-Reims de la commune de Saint-Rémy-lès-Chevreuse : ??.

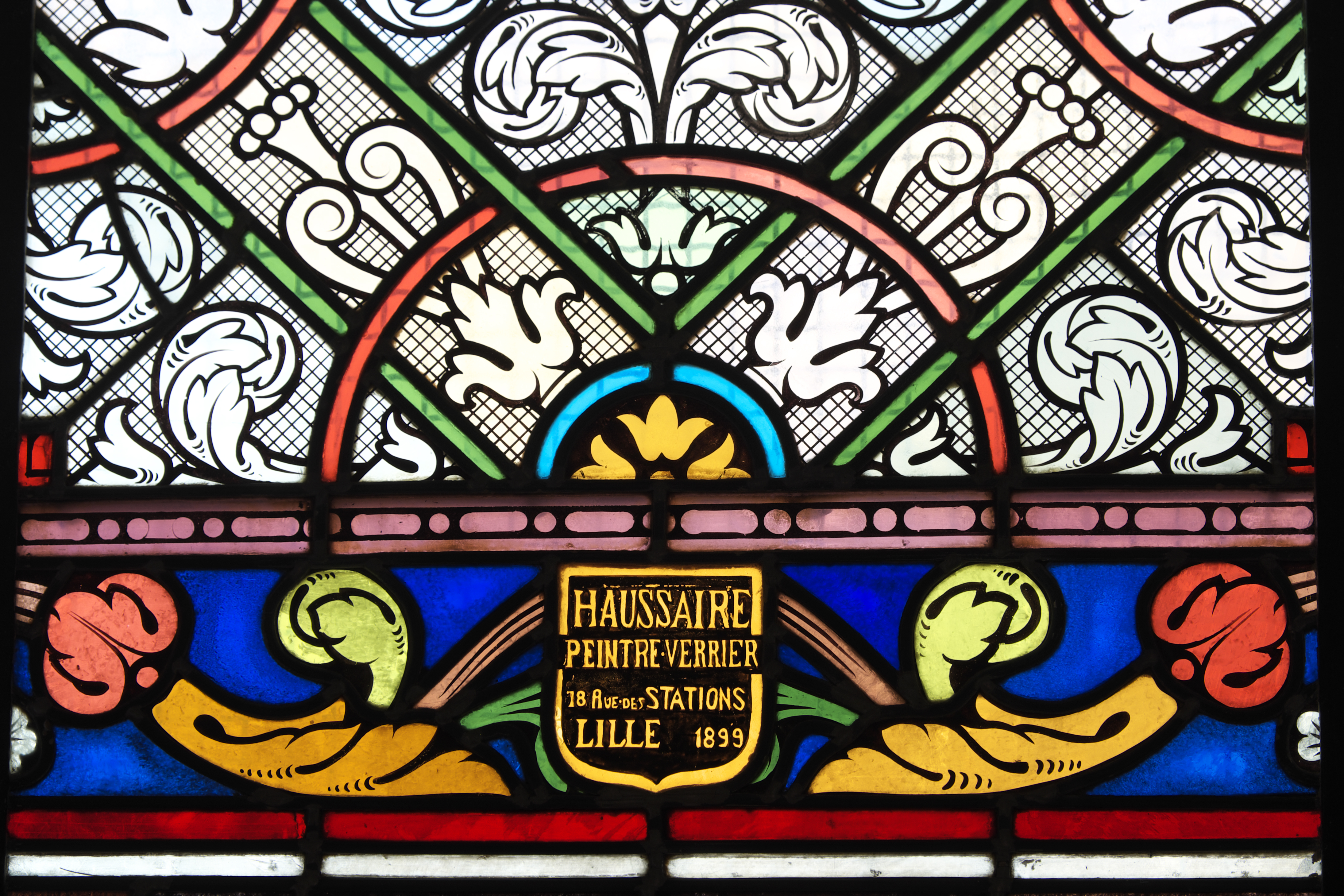
Signature Haussaire, atelier de Lille.
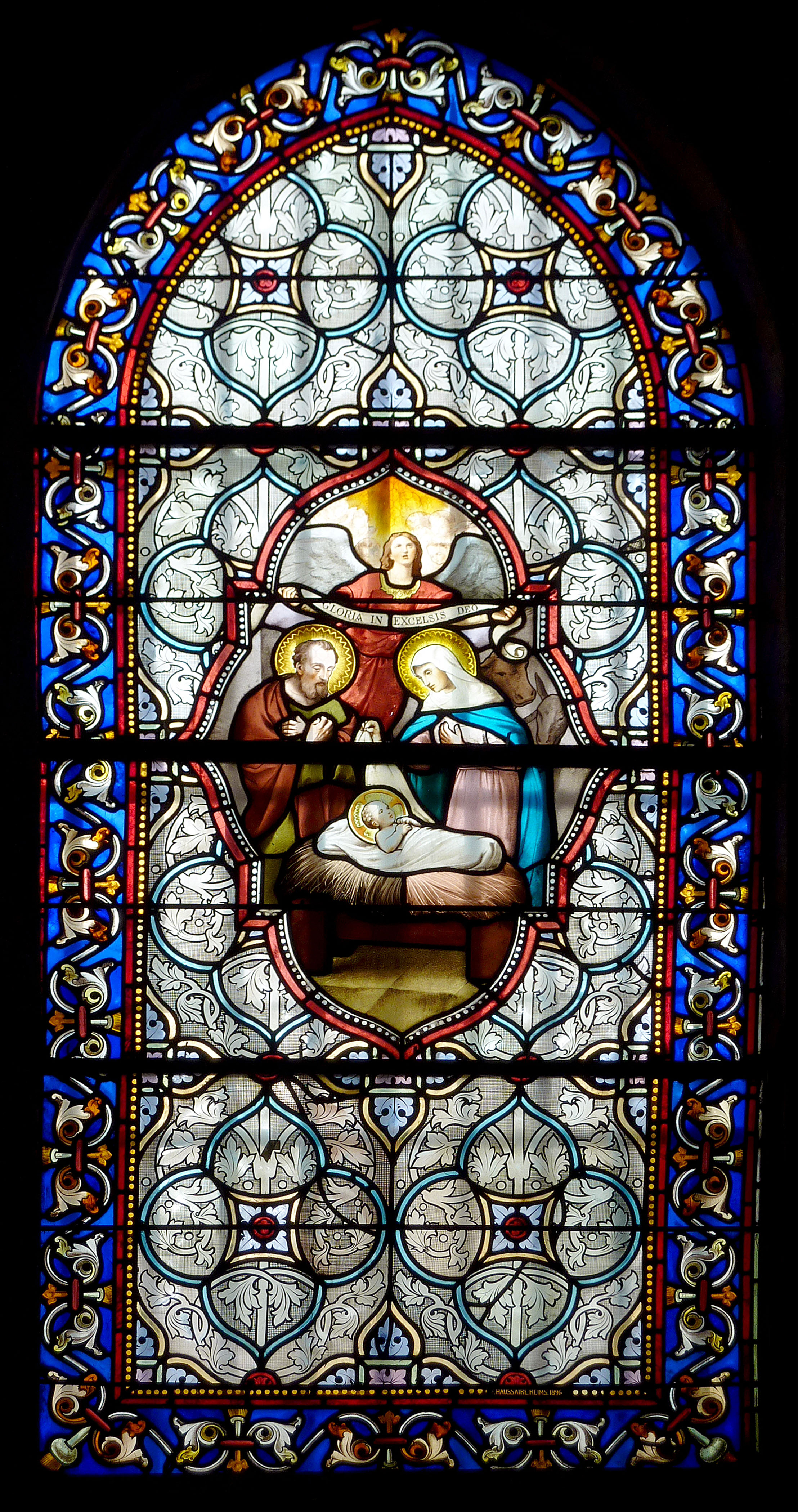
Église Saint-Pierre d'Avon.